# Brachyscome debilis
Brachyscome debilis là một loài thực vật có hoa trong họ Cúc. Loài này được Sond. mô tả khoa học đầu tiên năm 1853.